# Матчи женской сборной России по волейболу 2018
В 2018 году женская сборная России по волейболу приняла участие в двух официальных турнирах, проводимых под эгидой ФИВБ.

## Турниры и матчи

### Лига наций
| 15 мая. Екатеринбург (Россия). Россия — Аргентина 3:1 (20:25, 25:13, 25:13, 25:22). Предварительный этап. 1-й тур. Группа 1 |
| --- |

Россия: Е.Ефимова (8 очков), Романова (3), Фетисова (7), Воронкова (14), Малых (17), Парубец (21), Талышева — либеро. Выход на замену: Рысева, Малыгина (3), Кутюкова, Лазаренко (1).

Аргентина: Тоси, Родригес, Сагардия, Тоси, Фортуна, Бускетс, Мичель Тоса, Мартинсе Франчи — либеро, Риццо — либеро. Выход на замену: Пикколо, Видаль, Ласкано, Ируэла.
| 16 мая. Екатеринбург (Россия). Россия — Таиланд 3:1 (25:23, 13:25, 25:18, 30:28). Предварительный этап. 1-й тур. Группа 1 |
| --- |

Россия: Е.Ефимова (8), Романова (2), Фетисова (12), Воронкова (7), Малых (18), Парубец (25), Талышева — либеро, Курносова — либеро. Выход на замену: Бирюкова (7), Котикова, Рысева, Малыгина, Кутюкова.

Таиланд: Коэтпрат, Тинкао, Ситтирак, Памрунгсук, Кокрам, Моксри, Панной — либеро, Пайрой — либеро. Выход на замену: Кантонг, Камлангмак.
| 17 мая. Екатеринбург (Россия). Россия — Нидерланды 0:3 (22:25, 20:25, 25:27). Предварительный этап. 1-й тур. Группа 1 |
| --- |

Россия: Е.Ефимова (7), Кутюкова (1), Романова (2), Фетисова (3), Малых (10), Парубец (17), Талышева — либеро. Выход на замену: Рысева, Малыгина (2), Воронкова (13), Бирюкова, Котикова.

Нидерланды: Белиен, Плак, Балкестейн-Гротхёйс, Бёйс, Дейкема, Колхас, Книп — либеро. Выход на замену: Ауде-Луттикхёйс, Бонгартс.
| 22 мая. Сувон (Южная Корея). Россия — Италия 3:0 (26:24, 25:12, 25:23). Предварительный этап. 2-й тур. Группа 6 |
| --- |

Россия: Е.Ефимова (7), Романова (2), Фетисова (13), Воронкова (15), Малых (10), Парубец (11), Талышева — либеро. Выход на замену: Котикова, Малыгина (1).

Италия: Ортолани, Малинова, Оливотто, Гуэрра, Пьетрини, Лубиан, Паррокьяле — либеро. Выход на замену: Камби, Л.Бозетти, Силла.
| 23 мая. Сувон (Южная Корея). Россия — Южная Корея 0:3 (19:25, 14:25, 17:25). Предварительный этап. 2-й тур. Группа 6 |
| --- |

Россия: Е.Ефимова (6), Романова (2), Фетисова (12), Воронкова (5), Малых (4), Парубец (6), Талышева — либеро. Выход на замену: Новик, Малыгина (2), Бирюкова (1), Кутюкова (3).

Южная Корея: Ким Хи Чжин, Ли Хё Хи, Ким Ён Гун, Ким Со Чжи, Ян Хё Чжин, Ли Чже Ён, Им Мюн Гок — либеро. Выход на замену: Ли Да Ён, Кан Со Хви.
| 24 мая. Сувон (Южная Корея). Россия — Германия 3:1 (19:25, 25:21, 25:15, 25:23). Предварительный этап. 2-й тур. Группа 6 |
| --- |

Россия: Е.Ефимова (9), Романова (2), Фетисова (11), Воронкова (22), Малых (4), Парубец (18), Талышева — либеро, Горбачёва — либеро. Выход на замену: Малыгина (9), Лазаренко, Новик, Котикова, Бирюкова (1).

Германия: Ханке, Фромм, Штигрот, Липпман, Шёльцель, Грюндинг, Дюрр — либеро, Погани — либеро. Выход на замену: Полл, Ваньяк, Имоуду, Вецёрке, Гертис.
| 29 мая. Кралево (Сербия). Россия — Сербия 0:3 (23:25, 19:25, 18:25). Предварительный этап. 3-й тур. Группа 10 |
| --- |

Россия: Лазаренко (5), Малыгина (1), Романова (2), Любушкина (2), Воронкова (16), Бирюкова (6), Талышева — либеро. Выход на замену: Малых (4), Парубец (2), Е.Ефимова (1), Котикова (2).

Сербия: Антониевич, Михайлович, Стеванович, Рашич, Бошкович, Благоевич, Попович — либеро. Выход на замену: Миленкович, Живкович, Малешевич.
| 30 мая. Кралево (Сербия). Россия — Турция 3:2 (25:23, 19:25, 23:25, 25:20, 15:11). Предварительный этап. 3-й тур. Группа 10 |
| --- |

Россия: Е.Ефимова (5), Романова (4), Любушкина (17), Воронкова (20), Малых (17, Парубец (10), Талышева — либеро, Курносова — либеро. Выход на замену: Новик, Малыгина, Бирюкова (4), Лазаренко (9), Котикова.

Турция: Эрджан, Исмаилоглу, Озбай, Боз, Эрдем-Дюндар, Гюнеш, Акёз — либеро. Выход на замену: Аричи, баладын, Кестиренгёз, Каракурт, Урал, Кылыч.
| 31 мая. Кралево (Сербия). Россия — Бельгия 3:1 (25:21, 25:20, 23:25, 25:18). Предварительный этап. 3-й тур. Группа 10 |
| --- |

Россия: Лазаренко (12), Е.Ефимова (6), Малыгина (17), Романова (4), Воронкова (26), Бирюкова (9), Талышева — либеро, Курносова — либеро. Выход на замену: Котикова (1), Юринская, Любушкина (4).

Бельгия: Херботс, Лемменс, ван Гестел, Гробельна, Янссенс, ван де Вивер, Нейт — либеро, Гийомс — либеро. Выход на замену: Фламмент, ван Сас, ван Авермат, Струмило.
| 5 июня. Цзянмэнь (Китай). Россия — США 0:3 (14:25, 18:25, 18:25). Предварительный этап. 4-й тур. Группа 14 |
| --- |

Россия: Е.Ефимова (1), Романова (3), Любушкина (2), Воронкова (9), Малых (5), Парубец (13), Кутюкова — либеро, Курносова — либеро. Выход на замену: Рысева (2), Малыгина, Котикова (5), Лазаренко (2).

США: Ллойд, Адамс, Диксон, Дрюз, Барч-Хакли, Хилл, Робинсон — либеро. Выход на замену: Хэнкок, Мёрфи.
| 6 июня. Цзянмэнь (Китай). Россия — Китай 0:3 (21:25, 19:25, 22:25). Предварительный этап. 4-й тур. Группа 14 |
| --- |

Россия: Е.Ефимова (6), Романова (2), Любушкина (6), Воронкова (14), Малых (6), Парубец (13), Кутюкова — либеро, Курносова — либеро. Выход на замену: Котикова (3), Бирюкова (2), Лазаренко.

Китай: Юань Синьюэ, Чжу Тин, Гун Сянъюй, Лю Сяотун, Дин Ся, Янь Ни, Ван Мэнцзе — либеро, Линь Ли — либеро. Выход на замену: Яо Ди, Ян Фансюй, Ху Минъюань.
| 7 июня. Цзянмэнь (Китай). Россия — Бразилия 2:3 (25:15, 21:25, 20:25, 25:19, 15:17). Предварительный этап. 4-й тур. Группа 14 |
| --- |

Россия: Е.Ефимова (15), Романова (3), Любушкина (11), Малых (17), Парубец (13), Бирюкова (1), Кутюкова — либеро, Курносова — либеро. Выход на замену: Котикова (5), Воронкова (14).

Бразилия: Ада, Роберта, Габи, Аманда, Тандара, Ана Беатрис, Суэлен — либеро. Выход на замену: Друсилла, Розамария, Моник, Макрис, Мара, Карол.
| 12 июня. Валбжих (Польша). Россия — Доминиканская Республика 3:0 (25:21, 25:20, 25:16). Предварительный этап. 5-й тур. Группа 18 |
| --- |

Россия: Лазаренко (8), Романова (3), Любушкина (9), Воронкова (8), Малых (7), Бирюкова (9), Кутюкова — либеро, Курносова — либеро. Выход на замену: Котикова (9), Горбачёва, Рысева.

Доминиканская Республика: Эве Мехия, Марте Фрика, Ариас, Пенья Исабель, Э.Б.Мартинес, Гонсалес Лопес, Бинет — либеро. Выход на замену: Н.Мартинес, Домингес, Родригес.
| 13 июня. Валбжих (Польша). Россия — Польша 0:3 (21:25, 18:25, 15:25). Предварительный этап. 5-й тур. Группа 18 |
| --- |

Россия: Лазаренко (2), Романова, Любушкина (8), Воронкова (10), Малых (16), Котикова (3), Кутюкова — либеро, Курносова — либеро. Выход на замену: Рысева, Бирюкова (2), Горбачёва.

Польша: Плесьнерович, Конколевска, Ефименко, Грайбер, Менджик, Смажек, Стензель — либеро. Выход на замену: Лукасик, Новицка, Твардовска.
| 14 июня. Валбжих (Польша). Россия — Япония 3:2 (19:25, 25:14, 25:16, 23:25, 15:10). Предварительный этап. 5-й тур. Группа 18 |
| --- |

Россия: Лазаренко (18), Романова (4), Любушкина (8), Воронкова (17), Малых (17), Бирюкова (8), Кутюкова — либеро. Выход на замену: Курносова, Рысева, Котикова (15).

Япония: Кога, Ивасака, Синнабэ, Томинага, Окумура, Курого, Иноуэ — либеро. Выход на замену: Тасиро, Исии, Набэя, Утисэто.
Первым турниром сборной России под руководством нового главного тренера, которым стал наставник подмосковной команды «Заречье-Одинцово» Вадим Панков, стал дебютный розыгрыш Лиги наций, пришедший на смену Мировому Гран-при. Как и год назад на Гран-при-2017, в новом турнире руководство национальной команды решило обойтись без целого ряда сильнейших волейболисток, проверив большое количество кандидатов в сборную. Итогом стало 7-е место среди 16 команд-участниц и непопадание в финальную стадию.

### Чемпионат мира
| 29 сентября. Кобе (Япония). Россия — Тринидад и Тобаго 3:0 (25:21, 25:11, 25:12). Первый групповой этап. Группа «С» |
| --- |

Россия: Королёва (9), Гончарова (13), Старцева (2), Фетисова (7), Воронкова (9), Парубец (10), Галкина — либеро, Талышева — либеро. Выход на замену: Котикова (1), Романова, Малыгина, Любушкина (3).

Тринидад и Тобаго: Эсделл, Пьер, Джек, Форд, Томпсон, Росс-Кидд, Олтон — либеро. Выход на замену: Рэмдин, Биллинги.
| 30 сентября. Кобе (Япония). Россия — Таиланд 3:2 (21:25, 17:25, 25:13, 25:21, 15:9). Первый групповой этап. Группа «С» |
| --- |

Россия: Королёва (17), Гончарова (30), Старцева (2), Фетисова (9), Воронкова (13), Парубец (16), Галкина — либеро. Выход на замену: Романова, Малыгина, Котикова, Любушкина.

Таиланд: Коэтпрат, Нуэкчанг, Тинкао, Кантонг, Кокрам, Конгйот, Панной — либеро, Пайрой — либеро. Выход на замену: Ситтирак, Апиньяпонг, Томком, Камлангмак, Моксри.
| 2 октября. Кобе (Япония). Россия — Азербайджан 3:0 (25:21, 25:21, 25:22). Первый групповой этап. Группа «С» |
| --- |

Россия: Е.Ефимова (8), Королёва (7), Гончарова (17), Старцева (1), Воронкова (6), Парубец (13), Галкина — либеро. Выход на замену: Малыгина (1), Романова, Котикова, Любушкина (1).

Азербайджан: О.Алиева, Гасанова, Кулан, Якубова, А.Иманова, Рахимова, Каримова — либеро. Выход на замену: Азанова, Алишанова, Маммадова, Гурбанова, Самадова.
| 3 октября. Кобе (Япония). Россия — Южная Корея 3:0 (25:23, 25:20, 25:15). Первый групповой этап. Группа «С» |
| --- |

Россия: Королёва (6), Гончарова (24), Старцева (2), Фетисова (6), Воронкова (8), Парубец (10), Галкина — либеро. Выход на замену: Котикова (2), Е.Ефимова.

Южная Корея: Пак Ын Чжин, Ли Хё Хи, Ким Ён Гун, Ким Со Чжи, Пак Чжон А, Ли Чже Ён, Ким Хэ Ран — либеро, На Хён Чжун — либеро. Выход на замену: Ли Чжу А, Чжун Хо Ён, О Чжи Ён, Ли На Ён.
| 4 октября. Кобе (Япония). Россия — США 2:3 (25:19, 20:25, 24:26, 25:12, 11:15). Первый групповой этап. Группа «С» |
| --- |

Россия: Королёва (9), Гончарова (36), Старцева (2), Фетисова (14), Воронкова (13), Парубец (16), Галкина — либеро, Талышева — либеро. Выход на замену: Малыгина (1), Котикова, Романова, Е.Ефимова, Бирюкова.

США: Ллойд, Ларсон, Джиббмейер, Мёрфи, Хилл, Акинрадево, Робинсон — либеро. Выход на замену: Хэнкок, Лоу, Уилхайт, Барч-Хакли.
| 7 октября. Осака (Япония). Россия — Турция 3:0 (25:15, 25:17, 25:16). Второй групповой этап. Группа «F» |
| --- |

Россия: Королёва (4), Старцева (2), Фетисова (13), Воронкова (14), Парубец (14), Котикова (10), Галкина — либеро, Талышева — либеро. Выход на замену: Романова, Малыгина (1), Бирюкова.

Турция: Озбай, Эрджан, Баладын, Эрдем-Дюндар, Каракурт, Гюнеш, Акёз — либеро. Выход на замену: Боз, Сарыоглу, Исмаилоглу, Аричи, Акын, Чебеджиоглу.
| 8 октября. Осака (Япония). Россия — Болгария 3:1 (25:21, 25:20, 23:25, 25:19). Второй групповой этап. Группа «F» |
| --- |

Россия: Е.Ефимова (3), Старцева (2), Фетисова (9), Воронкова (19), Парубец (22), Котикова (8), Талышева — либеро. Выход на замену: Романова (1), Бирюкова (9), Королёва (5).

Болгария: Г.Димитрова, Н.Димитрова, Паскова, Китипова, Русева, Каракашева, Ж.Тодорова — либеро. Выход на замену: Григорова, Баракова, Монова, Крастева.
| 10 октября. Осака (Япония). Россия — Италия 1:3 (25:22, 20:25, 18:25, 22:25). Второй групповой этап. Группа «F» |
| --- |

Россия: Королёва (11), Старцева, Фетисова (12), Воронкова (21), Парубец (13), Бирюкова (7), Галкина — либеро. Выход на замену: Малыгина, Романова, Котикова (2).

Италия: Малинов, Кирикелла, Данези, Л.Бозетти, Силла, Эгону, Ди Дженнаро — либеро. Выход на замену: Камби, Паррокьяле.
| 11 октября. Осака (Япония). Россия — Китай 1:3 (22:25, 25:21, 23:25, 15:25). Второй групповой этап. Группа «F» |
| --- |

Россия: Королёва (11), Старцева, Фетисова (12), Воронкова (21), Парубец (13), Бирюкова (7), Галкина — либеро. Выход на замену: Малыгина, Романова, Котикова (2).

Китай: Юань Синьюэ, Чжу Тин, Гун Сянъюй, Чжан Чаннин, Дин Ся, Янь Ни, Ван Мэнцзе — либеро. Выход на замену: Яо Ди, Ли Инъин, Цзэн Чуньлэй, Лю Сяотун.
На чемпионат мира в Японию сборная Россия прибыла без одного из своих лидеров — Татьяны Кошелевой, не успевшей восстановиться после травмы. Плюс к этому в преддверии чемпионата тяжёлое повреждение получила нападающая-доигровщица Наталья Кроткова, входившая в стартовый состав команды в традиционных турнирах, проводившихся накануне мирового первенства. Сам же чемпионат мира поначалу складывался для российской команды весьма успешно. На первом групповом этапе волейболистки России уступили лишь раз в 5 матчах, проиграв в пяти сетах сборной США, но после этого поединка выяснилось, что больше не сможет играть лидер атак сборной России Наталия Гончарова. Второй групповой раунд россиянки проводили уже без неё и в двух заключительных матчах этой стадии против сборных Италии и Китая её отсутствие сказалось в полной мере, когда на позиции диагональной нападающей полноценной замены ей не нашлось. Кроме этого ряд волейболисток национальной команды имели повреждения и в такой ситуации результат сборной России выглядел максимально возможным, даже при том условии, что выйти в третий групповой этап ей не удалось.         

## Итоги
Всего на счету сборной России в 2018 году 24 официальных матча. Из них выиграно 14, проиграно 10. Соотношение партий 48:41. Соперниками россиянок в этих матчах были национальные сборные 18 стран.
| Турнир         | И  | В | П | С/О   | Место |
| -------------- | -- | - | - | ----- | ----- |
| Лига наций     | 15 | 8 | 7 | 26:29 | 7-е   |
| Чемпионат мира | 9  | 6 | 3 | 22:12 | 7—8-е |

## Состав
В скобках после количество игр указано число матчей, проведённых волейболисткой в стартовом составе + в качестве либеро.
| №    | Игрок               | Год рождения | Амплуа            | Клуб               | Турниры и игры | Турниры и игры | Всего матчей | Очки |
| №    | Игрок               | Год рождения | Амплуа            | Клуб               | ЛН             | ЧМ             | Всего матчей | Очки |
| ---- | ------------------- | ------------ | ----------------- | ------------------ | -------------- | -------------- | ------------ | ---- |
| 1    | Ангелина Лазаренко  | 1998         | центральная       | «Волеро Ле-Канне»  | 10 (5)         |                | 10 (5)       | 57   |
| 2    | Дарья Талышева      | 1991         | либеро            | «Динамо» М         | 9 (0+9)        | 5 (0+5)        | 14 (0+14)    | —    |
| 3    | Екатерина Ефимова   | 1993         | центральная       | «Динамо» М         | 12 (11)        | 4 (2)          | 16 (13)      | 91   |
| 4,20 | Дарья Малыгина      | 1994         | нападающая        | «Динамо-Казань»    | 10 (2)         | 6              | 16 (2)       | 38   |
| 5    | Юлия Кутюкова       | 1987         | нападающая либеро | «Локомотив»        | 10 (1+6)       |                | 10 (1+6)     | 4    |
| 6    | Ирина Королёва      | 1991         | центральная       | «Динамо-Казань»    |                | 9 (8)          | 9 (8)        | 73   |
| 7    | Татьяна Романова    | 1994         | связующая         | «Уралочка-НТМК»    | 15 (15)        | 8              | 23 (15)      | 39   |
| 8    | Наталия Гончарова   | 1989         | нападающая        | «Динамо» М         |                | 5 (5)          | 5 (5)        | 120  |
| 9    | Алла Галкина        | 1992         | либеро            | «Локомотив»        |                | 8 (0+8)        | 8 (0+8)      | —    |
| 10   | Елена Новик         | 1994         | связующая         | «Динамо-Казань»    | 3              |                | 3            | 0    |
| 11   | Екатерина Любушкина | 1990         | центральная       | «Динамо» М         | 9 (8)          | 3              | 12 (8)       | 71   |
| 12   | Дарья Рысева        | 1998         | связующая         | «Локомотив»        | 7              |                | 7            | 2    |
| 13   | Евгения Старцева    | 1989         | связующая         | «Динамо-Казань»    |                | 9 (9)          | 9 (9)        | 14   |
| 14   | Ирина Фетисова      | 1994         | центральная       | «Динамо» М         | 6 (6)          | 8 (8)          | 14 (14)      | 134  |
| 15   | Виктория Горбачёва  | 1995         | либеро нападающая | «Локомотив»        | 3 (0+1)        |                | 3 (0+1)      | 0    |
| 16   | Ирина Воронкова     | 1995         | нападающая        | «Локомотив»        | 15 (13)        | 9 (9)          | 24 (22)      | 338  |
| 17   | Наталья Малых       | 1993         | нападающая        | «Енисей»           | 14 (13)        |                | 14 (13)      | 152  |
| 18   | Ксения Парубец      | 1994         | нападающая        | «Уралочка-НТМК»    | 11 (10)        | 9 (9)          | 20 (19)      | 188  |
| 19   | Ольга Бирюкова      | 1994         | нападающая        | «Заречье-Одинцово» | 12 (5)         | 5 (1)          | 17 (6)       | 71   |
| 21   | Анна Котикова       | 1999         | нападающая        | «Динамо-Казань»    | 13 (1)         | 9 (3)          | 22 (4)       | 71   |
| 22   | Татьяна Юринская    | 1996         | нападающая        | «Заречье-Одинцово» | 1              |                | 1            | 0    |
| 24   | Кристина Курносова  | 1997         | либеро            | «Заречье-Одинцово» | 9 (0+8)        |                | 9 (0+8)      | 0    |

- Главный тренер — Вадим Панков.
- Тренер — Игорь Курносов, Алексей Королёв.

Всего в 2018 году в составе сборной России в официальных турнирах играли 22 волейболистки, представлявшие 7 клубов (6 российских и 1 французский). Во всех проведённых сборной матчах на этих турнирах принимала участие Ирина Воронкова.

## Другие турниры
- Кубок Бориса Ельцина. 15—17 мая.  Екатеринбург.

Очередной розыгрыш Кубка Бориса Ельцина прошёл в рамках 1-го тура Лиги наций с участием 4 команд и завершился победой сборной Нидерландов. Команда России заняла 2-е место.
Результаты сборной России смотри выше в разделе Лига наций.
- Rabobank SuperSeries. 7—12 августа.  Хогевен, Эйндховен

В турнире, проходившем в двух городах Нидерландов с участием 4 сборных, команда России заняла 1-е место, победив в финале хозяек соревнований.
Результаты сборной России:
Групповой этап
7 августа. Россия — Италия 1:3 (17:25, 25:17, 22:25, 20:25);
8 августа. Россия — Турция 3:2 (22:25, 20:25, 25:15, 26:24, 16:14);
9 августа. Россия — Нидерланды 2:3 (25:16, 22:25, 18:25, 25:21, 12:15).
Полуфинал
11 августа. Россия — Италия 3:0 (25:18, 25:23, 25:22).
Финал
12 августа. Россия — Нидерланды 3:2 (25:20, 25:16, 18:25, 18:25, 16:14).
Состав сборной России: Н.Гончарова — 5 игр (4 в стартовом составе), И.Фетисова — 5 (4), К.Парубец — 5 (4), Е.Старцева — 5 (3), И.Королёва — 5 (3), Т.Романова — 5 (2), Е.Любушкина — 5 (2), Н.Малых — 5 (1), Д.Талышева — 5 (0+5либеро), А.Котикова — 5, И.Воронкова — 4 (4), Н.Кроткова — 4 (2), А.Галкина — 3 (0+3), Е.Ефимова — 2 (1), Ю.Кутюкова — 1.
- Gloria Cup. 23—25 августа.  Белек

Турнир в турецком Белеке с участием 4 сборных прошёл по круговой системе и завершился победой хозяек. Сборная России заняла 2-е место.
Результаты сборной России:
23 августа. Россия — Италия 3:1 (18:25, 25:16, 25:17, 25:17);
24 августа. Россия — Турция 1:3 (23:25, 21:25, 25:18, 18:25);
25 августа. Россия — Азербайджан 3:0 (25:21, 25:20, 25:18).
Состав сборной России: И.Королёва — 3 игры (3 в стартовом составе), К.Парубец — 3 (3), Е.Старцева — 3 (2), Н.Кроткова — 3 (1), Т.Романова — 3 (1), Н.Малых — 3 (1), Д.Талышева — 3 (0+3либеро), А.Котикова — 3, Н.Гончарова — 2 (2), И.Фетисова — 2 (2), И.Воронкова — 2 (2), А.Галкина — 2 (0+2), Е.Любушкина — 2, А.Лазаренко — 1 (1), Е.Ефимова — 1.
- Montreux Volley Masters. 4—9 сентября.  Монтрё

В традиционном турнире «Монтрё Воллей Мастерс» сборная России дошла до финала, где уступила команде Италии. Итог — 2-е место.
Результаты сборной России:
Групповой этап
4 сентября. Россия — Бразилия 1:3 (26:24, 21:25, 21:25, 23:25);
5 сентября. Россия — Камерун 3:0 (25:15, 25:17, 25:13);
7 сентября. Россия — Польша 3:0 (25:16, 27:25, 25:18).
Полуфинал
8 сентября. Россия — Турция 3:1 (25:17, 20:25, 25:15, 25:21).
Финал
9 сентября. Россия — Италия 0:3 (21:25, 28:30, 24:26).
Состав сборной России: И.Королёва — 5 игр (5 в стартовом составе), Н.Гончарова — 5 (5), И.Фетисова — 5 (5), К.Парубец — 5 (5), И.Воронкова — 5 (3), Т.Романова — 5 (3), Н.Кроткова — 5 (2), Е.Старцева — 5 (2), А.Котикова — 5, Д.Талышева — 4 (0+4 либеро), А.Галкина (0+4), Д.Малыгина — 4, Е.Любушкина — 2, Е.Ефимова — 2.